# Estación de Nuevo Mundo
Nuevo Mundo es una estación de la línea ML-3 del Metro Ligero Oeste situada en la avenida homónima de Boadilla del Monte (Comunidad de Madrid, España). Abrió al público el 27 de julio de 2007.
Su tarifa corresponde a la zona B2 según el Consorcio Regional de Transportes.

## Accesos
- Nuevo Mundo Avda. Nuevo Mundo, 6B

## Líneas y conexiones

### Metro Ligero
| << cabecera    | < estación      | línea | estación > | cabecera >>        |
| -------------- | --------------- | ----- | ---------- | ------------------ |
| Colonia Jardín | Boadilla Centro |       | Siglo XXI  | Puerta de Boadilla |

### Autobuses
| Diurnos |                             |                                                 |                  |
| Línea   | Destino                     | Parada                                          | Operador         |
| 1       | Olivar - Parque - Las Lomas | 12180 Av. Nuevo Mundo-Est. Nuevo Mundo (N.º 8A) | Empresa Boadilla |
| 4       | El Pastel                   | 12180 Av. Nuevo Mundo-Est. Nuevo Mundo (N.º 8A) | Empresa Boadilla |
| 1       | Paseo de Madrid             | 12181 Av. Nuevo Mundo-Est. Nuevo Mundo (N.º 5A) | Empresa Boadilla |
| 4       | Boadilla Centro             | 12181 Av. Nuevo Mundo-Est. Nuevo Mundo (N.º 5A) | Empresa Boadilla |

| Diurnos   |                                                   |                                                        |                           |
| Línea     | Destino                                           | Parada                                                 | Operador                  |
| 566       | Pozuelo de Alarcón                                | 17902 Pza. Virgen las Angustias-Est. Nuevo Mundo (S/N) | Avanza Movilidad Integral |
| 571       | Boadilla del Monte                                | 13290 Av. Isabel de Farnesio-Est. Nuevo Mundo (N.º 17) | Empresa Boadilla          |
| 573       | Boadilla del Monte                                | 13290 Av. Isabel de Farnesio-Est. Nuevo Mundo (N.º 17) | Empresa Boadilla          |
| 574       | Boadilla del Monte                                | 11645 Ronda-Centro de Salud (N.º 9)                    | Empresa Boadilla          |
| 565       | Boadilla del Monte (Puerta de Boadilla)           | 12180 Av. Nuevo Mundo-Est. Nuevo Mundo (N.º 8A)        | Avanza Movilidad Integral |
| 575       | Brunete                                           | 12180 Av. Nuevo Mundo-Est. Nuevo Mundo (N.º 8A)        | Empresa Boadilla          |
| 571       | Madrid (Aluche) (por Urbanización Montepríncipe)  | 13289 Av. Isabel de Farnesio-Est. Nuevo Mundo (N.º 12) | Empresa Boadilla          |
| 573       | Madrid (Moncloa) (por Urbanización Montepríncipe) | 13289 Av. Isabel de Farnesio-Est. Nuevo Mundo (N.º 12) | Empresa Boadilla          |
| 574       | Madrid (Aluche) (por Ciudad Financiera)           | 13289 Av. Isabel de Farnesio-Est. Nuevo Mundo (N.º 12) | Empresa Boadilla          |
| 565       | Pozuelo (Est. El Barrial)                         | 12181 Av. Nuevo Mundo-Est. Nuevo Mundo (N.º 5A)        | Avanza Movilidad Integral |
| 575       | Boadilla del Monte                                | 12181 Av. Nuevo Mundo-Est. Nuevo Mundo (N.º 5A)        | Empresa Boadilla          |
| Nocturnos |                                                   |                                                        |                           |
| Línea     | Destino                                           | Parada                                                 | Operador                  |
| N905      | Boadilla del Monte                                | 13290 Av. Isabel de Farnesio-Est. Nuevo Mundo (N.º 17) | Empresa Boadilla          |
| N905      | Madrid (Moncloa)                                  | 13289 Av. Isabel de Farnesio-Est. Nuevo Mundo (N.º 12) | Empresa Boadilla          |